# Дитрих, Отто
О́тто Ди́трих (нем. Jacob Otto Dietrich), полное имя: Якоб Отто Дитрих (31 августа 1897 года, Эссен — 22 ноября 1952 года, Дюссельдорф), партийный и государственный деятель нацистской Германии, рейхсляйтер (2 июня 1933 года — 8 мая 1945 года), пресс-секретарь НСДАП (1 августа 1931 года — 31 марта 1945 года), имперский шеф прессы НСДАП («Reichspressechef der NSDAP») (с 28 февраля 1934 года), пресс-секретарь Имперского правительства (26 ноября 1937 года — 31 марта 1945 года), статс-секретарь Имперского министерства народного просвещения и пропаганды (Staatssekretär im Reichsministerium für Volksaufklärung und Propaganda), президент Имперской палаты печати (апрель 1938 года — 31 марта 1945), обергруппенфюрер СС (20 апреля 1941 года).

## Биография

### Происхождение. Ранние годы
Сын торговца. До 1914 года посещал реальную гимназию в Эссене.
Участник Первой мировой войны: в марте 1915 года поступил добровольцем в армию, воевал на Западном фронте, в 1918 году был офицером 7-го Вестфальского артиллерийского полка. За боевые отличия был награждён Железным крестом 1-го и 2-го класса.
После войны учился в Мюнхенском, Франкфуртском и Фрайбургском университетах, последний окончил в 1921 году со степенью доктора политической экономии. После окончания обучения работал ассистентом по вопросам торговли в Эссенской торговой палате и был редактором отдела торговли Эссенской общей газеты («Essener Allgemeinen Zeitung»). В 1928 году работал в мюнхенском представительстве этой газеты, затем был руководителем биржевого отдела националистической «Мюнхенско-Аугсбургской вечерней газеты» («München-Augsburger Abendzeitung») и одновременно являлся мюнхенским корреспондентом газеты «Лейпцигские последние новости» («Leipziger Neuesten Nachrichten»). В 1928 году женился на дочери владельца «Рейнско-Вестфальской газеты» («Reinisch Westalische Zeitung»).

### Карьера в национал-социалистическом движении
Вращаясь в среде националистов, сблизился с нацистами и в 1929 году вступил в НСДАП (членский билет № 126727). Вернувшись в Эссен, в 1929 году стал редактором незадолго до того созданной нацистской партией «Национальной газеты» («Nationalzeitung»). Тогда же стал оказывать консультационные услуги нацистской партии и выступать посредником между нацистами и представителями рейнской промышленности. В 1931 году стал заместителем шефа редактора «Эссенской национальной газеты» («Essener National Zeitung»).
1 августа 1931 года возглавил партийное управление прессы, т. н. «Имперскую службу прессы» (Reichspressenstelle, RPS) и стал пресс-секретарем НСДАП (Leiter der Pressenstelle der NSDAP), который с 28 февраля 1934 года стал именоваться имперским шефом прессы (Reichspressenschef). 24 декабря 1932 года вступил в СС (билет № 101 349).
Возглавляемая О. Дитрихом Имперская служба прессы была одним из Главных управлений в системе Имперского руководства НСДАП (т. н. «Рейхсляйтунга»). Она осуществляла связи НСДАП с общественностью и руководила всей партийной прессой, включая нацистские общественные организации. При этом она располагала исключительным правом издавать директивы СМИ по партийным вопросам.
После прихода 30 января 1933 года Гитлера к власти О. Дитриху было поручено координировать работу всей германской прессы.
О. Дитрих сопровождал Гитлера в Мюнхен и Бад-Висзее во время «Ночи длинных ножей» 1934 года, когда было уничтожено высшее руководство СА во главе с начальником Штаба СА Эрнстом Рёмом, а позднее опубликовал в прессе отчёт о подавлении «путча СА», особо заострив внимание на моральном разложении «старых товарищей» (Э. Рём с сотоварищами были гомосексуалистами). В 1936 году стал депутатом Рейхстага от Лейпцига. 26 ноября 1937 года сменил Вальтера Функа на посту пресс-секретаря Имперского правительства, а в апреле 1938 года был назначен статс-секретарём возглавляемого Йозефом Геббельсом Имперского министерства народного просвещения и пропаганды (Staatssekretär im Reichsministerium für Volksaufklärung und Propaganda) и тогда же сменил Макса Аманна на посту президента Имперской палаты печати.
На этих своих постах деятельность О. Дитриха пересекалась и постоянно вступала в противоречия с деятельностью Йозефа Геббельса как главы Имперского руководства пропагандой (Reichspropagandaleitung) — главного управления в системе Имперского руководства НСДАП, руководившего всей пропагандистской работой нацистской партии, а также Макса Аммана — имперского руководителя печати, директора Центрального издательства НСДАП «Эхер Ферлаг» (Franz Eher Verlag GmbH) и председателя Германского объединения издателей газет.
Будучи назначенным на должность статс-секретаря Имперского министерства народного просвещения и пропаганды, О. Дитрих должен был подчиняться Й. Геббельсу как рейхсминистру, однако оба они занимали равновеликое положение в НСДАП, оба являлись рейхсляйтерами, и потому О. Дитрих достаточно часто проводил свою политику, игнорируя рейхсминистра. Сам Й. Геббельс писал в конце войны в своих дневниках, что он на борьбу с О. Дитрихом изводит столько же сил, «сколько фюрер на своих генералов».
После начала Второй мировой войны О. Дитрих ежедневно направлял в средства массовой информации директивы о том, как интерпретировать события на фронте.
20 июля 1944 года во время покушения на А. Гитлера находился в его ставке «Волчье логово» под Растенбургом (Восточная Пруссия). Заговорщики тогда отключили связь ставки с остальным миром, но между О. Дитрихом в ставке и Й. Геббельсом в Берлине существовал специальный кабель связи, по которому О. Дитрих первым сообщил по телефону Й. Геббельсу о покушении. Это позволило Й. Геббельсу — единственному из высокопоставленных нацистских бонз, находившемуся в Берлине — незамедлительно приступить к подавлению мятежа генералов.
Только в конце войны на личной встрече с Гитлером 31 марта 1945 года Й. Геббельсу удалось добиться от него принятия решения о смещении О. Дитриха с поста имперского шефа прессы.

### После войны
18 мая 1945 О. Дитрих был арестован британскими войсками. На процессе Американского военного трибунала в Нюрнберге по т. н. «Делу Вильгельмштрассе» 11 апреля 1949 года был приговорен к 7 годам тюремного заключения. 16 августа 1950 года по решению Верховного оккупационного комиссара в Германии генерала Джона МакКлея освобожден.

### Литературный персонаж
По исполняемым в НСДАП функциям Отто Дитрих послужил прообразом Гансйорга Лаутензака — персонажа романа Лиона Фейхтвангера Братья Лаутензак.

### Киноперсонаж
- «Фюрер и растлитель[нем.]» (Германия, 2024), режиссёр Йоахим Ланг, в роли Дитриха Йоханнес Ромберг[нем.]

## Награды
- Железный крест 1-го класса (1914)
- Железный крест 2-го класса (1914)
- Шеврон старого бойца
- Почётный крест ветерана войны
- Золотой знак НСДАП
- Медаль За выслугу лет в НСДАП в бронзе и серебре
- Кольцо «Мёртвая голова»
- Почётная сабля рейхсфюрера СС

## Публикации

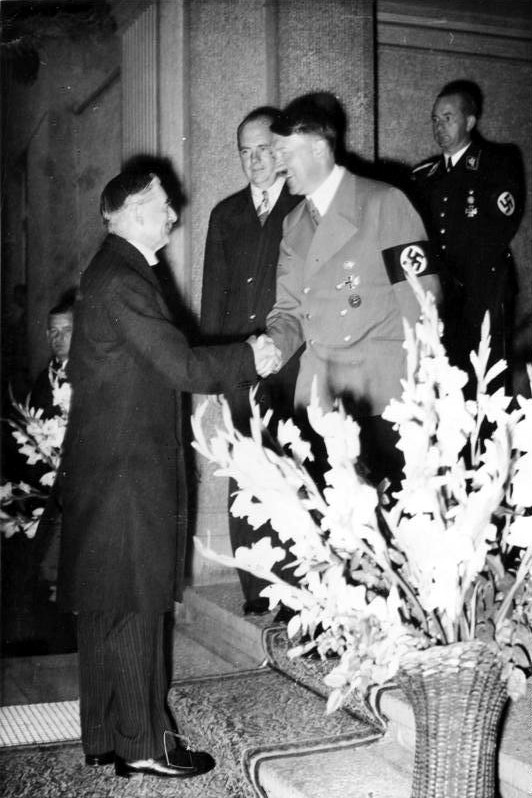
Дитрих за Гитлером справа

- Mit Hitler in die Macht. München: Eher, 1933 (неоднократно переиздавалась на немецком, переведена на английский язык).
- Neue Sinngebung der Politik. München: Eher, 1934.
- Die philosophischen Grundlagen des Nationalsozialismus. Breslau: F. Hirt, 1935 (болгарская версия — Философските основи на национал-социализма. София: Нова Европа, 1941).
- Das Wirtschaftsdenken im Dritten Reich. München: Eher, 1936.
- Weltpresse ohne Maske. Dortmund: Westfalen-Verl., 1937 (неоднократно переиздавалась на немецком).
- Nationalsozialistische Pressepolitik. Berlin: [Terramare Office], 1938 (переведена на английский, французский, итальянский и испанский языки).
- Revolution des Denkens. Dortmund: Westfalen Verl., 1939 (переведена на английский, чешский и болгарский языки).
- Der Nationalsozialismus als Weltanschauung und Staatsgedanke. Berlin: Industrieverl. Spaeth & Linde, 1939.
- Auf den Straßen des Sieges. München: Eher, 1939 (неоднократно переиздавалась на немецком).
- The Press and world Politics. London: Thornton Butterworth, [um 1940].
- Die geistigen Grundlagen des neuen Europa. Berlin: Eher, 1941 (переведена на английский, французский, итальянский, испанский, чешский и норвежский языки).
- Deutschlands Sieg, der Weg in die Zukunft. Berlin-München: Zentralverl. d. NSDAP., Eher, 1944 (переведена на французский, итальянский, испанский, португальский и норвежский языки).
- Hitler démasqué. Paris: Grasset, 1955.
- 12 Jahre mit Hitler. München: Isar Verl., 1955 (русская версия — «Двенадцать лет с Гитлером. Воспоминания имперского руководителя прессы 1933—1945». М., 2007).
- The Hitler I knew. London: Methuen, 1957.